# Helvécia (Nova Viçosa)
Helvécia est un village de la municipalité de Nova Viçosa, à l'extrême sud de l'État brésilien de Bahia.

## Étymologie
Le nom actuel du village est celui de l'une des plantations baptisée ainsi par un colon suisse, Johann Martin Flach de Schaffhouse, et qui évoque l'Helvétie, une partie orientale de la Gaule peuplée par les Helvètes, et couvrant une partie du territoire actuel de la Suisse.

## Histoire
En 1808, la famille royale portugaise installée à Rio de Janeiro autorise la formation de nouvelles colonies. La Colônia Leopoldina est fondée dix ans plus tard par des colons allemands menés par le naturaliste Georg Wilhelm Freyreiss, rejoints à l'été 1819 par des colons suisses, Abraham Langhans, David Pache, Pierre-Henri Béguin et Philippe Huguenin. Elle abrite pendant plusieurs décennies une importante population d'esclaves, jusqu'à 2 000 répartis dans quarante exploitations pour 200 blancs à la fin des années 1850. Ils sont affectés à la culture du café, dont la colonie génère jusqu'à 90 % de la production de l'État de Bahia, devenant l'un des plus importants exportateurs de café du Brésil au XIXe siècle. La Suisse installe dès lors une agence consulaire dans la ville voisine de Caravelas.

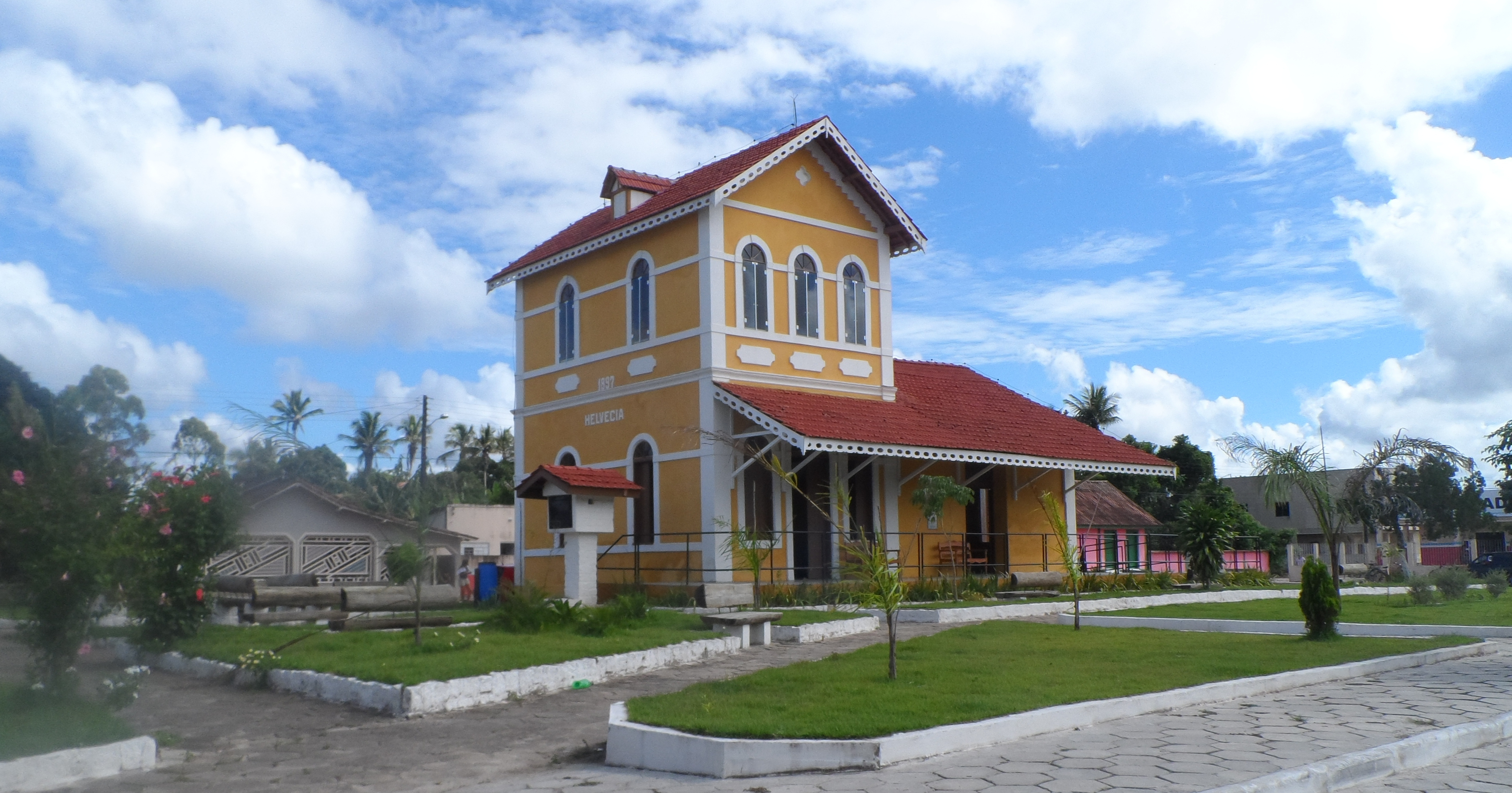
Ancienne gare ouverte en 1897.

Les révoltes d'esclaves se multiplient, comme sur la propriété de Frédéric-Louis Jeanmonod en 1882. L'abolition de l'esclavage en 1888 et la concurrence d'autres régions productrices de café portent un coup fatal à la colonie : les terres sont abandonnées par leurs propriétaires alors que les esclaves affranchis restent sur place.
En 2005, Helvécia reçoit le statut d'ancien quilombo.

## Héritage
De nos jours, il est encore possible de trouver des patronymes tels que Krull, Krygsmann, Metzger et Sulz dans le village tandis que d'autres ont disparu (Langhans, Montandon, Pache, Jaccard, Maulaz ou Flach).
Helvécia fait l'objet d'une exposition photographique au musée d'ethnographie de Genève en 2022-2023 à la suite des travaux de Dom Smaz et Milena Machado Neves.